# 金坝乡
金坝乡，是中国安徽省宣城市宣州区下辖的一个乡镇级行政单位。

## 行政区划
金坝乡共辖以下地区：
双凤村、三合村、里仁村、正东村、靖庙村、祠边村、关庙村、长桥村、松林村、祝公村。